# Pepita Embil Etxaniz
Pepita Embil Etxaniz, née Josefa Pepita Embil Echániz à Getaria (Guipuscoa) le 28 février 1918 et morte à Mexico le 28 août 1994, est une célèbre chanteuse de zarzuela espagnole. 
D'origine espagnole, elle commence sa carrière en Espagne puis au Mexique où elle est surnommée la « Reine de la zarzuela » (ou « Reine de l'opérette »). 

## Biographie

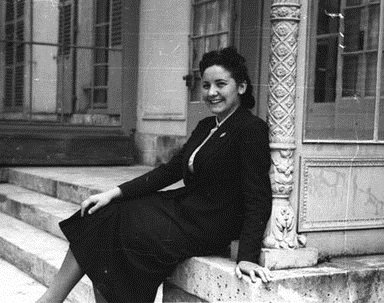
Pepita Embil en France (1939)

Issue d'une famille basque, Pepita Embil s'initie à la musique dès le plus jeune âge grâce à son père, professeur de piano et d'orgue. Elle commence sa carrière au Conservatoire l'Orphéon Donostiarra de  Saint-Sébastien (du nom basque de la ville de Saint-Sébastien, Donostia), où elle étudie le chant avec son professeur Gabriel Olaizaola. Elle interprète en solo ou en chœur des pièces comme Eusko Abesbatza et Eresoinka écrites par Gabriel Olaizaola. Elle se rend à Paris pour parfaire ses études de chant avec madame Babaya.
Après la guerre civile espagnole, elle se rend à Madrid attirée par la ville, berceau de la zarzuela. Elle fait ses débuts au Grand théâtre du Liceu de Barcelone avec le rôle de Placida. En 1940 elle chante des œuvres de Federico Moreno Torroba à Pampelune avec Placido Domingo Ferrer . 
Entre 1940 et 1945, elle est la première soprano de la Compagnie Lyrique du Théâtre Calderón, qui en 1943 a été rebaptisée Compagnie de Pepita Embil et Antonio
Médium avec lequel il a créé Loza lozana,
En 1946, avec son mari, ses enfants Maria Pepa, Placido Domingo, et Federico Moreno Torroba, la compagnie lyrique entreprend une tournée à Porto Rico (Cuba), le Venezuela et le Mexique.

## Vie privée
En 1940, elle épouse le baryton Plácido Domingo Ferrer. De cette union naît Placido Domingo, célèbre chanteur d'opéra (ténor), et chef d'orchestre.

## Télévision
1980 : L'émission de télévision espagnole Antología de la zarzuela (Anthologie de la zarzuela) dirigée par Fernando García de la Vega est dédiée à la célèbre cantatrice de zarzuela, Pépita Embil.

## Autres liens
- Ressource relative à la musique :   - Muziekweb
- Notice dans un dictionnaire ou une encyclopédie généraliste :   - Diccionario Biográfico Español
- Notices d'autorité :   - VIAF
  - ISNI
  - LCCN
  - Espagne
  - WorldCat
- (es) Juan Duch, Yucatán en el Tiempo : Enciclopedia Alfabética, Volume 2, Mérida, Yucatán, Inversiones Cares, 1998, 3 p. (ISBN 978-970-9071-02-3), p. 496